# ميغيل غونزاليس (لاعب كرة سلة)
ميغيل غونزاليس (بالإسبانية: Miguel Angel González Lázaro)‏ (17 سبتمبر 1938 ببلنسية في إسبانيا - ) هو لاعب كرة سلة إسباني في مركز هجوم صغير الجسم، شارك في الألعاب الأولمبية الصيفية 1960. ولعب مع نادي أيسمالبار ‏.

## وصلات خارجية
- ميغيل غونزاليس على موقع الاتحاد الدولي لكرة السلة (الإنجليزية)
- ميغيل غونزاليس على موقع سبورتس رفرنس (الإنجليزية)
- ميغيل غونزاليس على موقع أوليمبيديا (الإنجليزية)